# فضاء شبه طوبولوجي
في الرياضيات، تعرف الطوبولوجيا الجزئية على مجموعة X بأنها الدالة التي تربط كل فضاء هاوسدورف متراص C بمجموعة من الخرائط من C إلى X تلبي شروط طبيعية معينة. وتعرف المجموعة ذات الطوبولوجيا الجزئية باسم فضاء شبه طوبولوجي
وكان سبانير أول من طرح هذا النوع من الفضاءات، كما أظهر وجود طوبولوجيا جزئية طبيعية على فضاء الخرائط المستمرة من فضاء لآخر.